# 한국비알티자동차
한국비알티자동차, 줄여서 한국brt는 2004년 서울특별시 버스 개편으로 제일교통, 동아운수, 서울버스, 신길운수, 남성교통 등 지분을 출자하여 설립된 컨소시엄 업체로, 본사는 장지동이며, 도봉동 도봉공영차고지와 진관동 진관공영차고지에 영업소가 있다.

## 운행 노선
2023년 6월 3일 기준이다.
| 운행노선 | 운행구간             | 운행구간 | 운행구간          | 배차간격 (분) | 인가 대수 | 비고 |
| -------- | -------------------- | -------- | ----------------- | ------------- | --------- | --- |
| 140번    | 도봉산역광역환승센터 | ↔        | AT센터.양재꽃시장 | 5~8           | 45        | 2004년 7월 1일 신설. 2018년 3월 16일 노선 단축.                                                         |
| 360번    | 복정역환승센터       | ↔        | 여의도환승센터    | 5~7           | 51        | 2004년 7월 1일 신설                                                                                     |
| 701번    | 진관공영차고지       | ↔        | 종로2가.삼일교    | 8~12          | 19        | 2004년 7월 1일 신설                                                                                     |
| 708번    | 진관공영차고지       | ↔        | 서울역환승센터    | 10~13         | 16        | 2018년 10월 15일 신설                                                                                   |
| 741번    | 진관공영차고지       | ↔        | 세곡동사거리      | 6~9           | 35        | 구 471번. 2018년 10월 15일 471번 노선변경 및 분리.                                                      |
| N13번    | 복정역환승센터       | ↔        | 상계주공7단지     | 20~30         | 6         | 흥안운수와 공동배차로 운행한다.                                                                         |
| N73번    | 복정역환승센터       | ↔        | 구산동            | 35            | 4         | 2022년 5월 1일 신설, 2022년 12월 1일 상왕십리역 ~ 구산동 구간 노선 연장 선진운수와 공동배차로 운행한다. |
| N37번    | 진관공영차고지       | ↔        | 복정역            | 30            | 4         | 제일교통과 공동배차로 운행하며, 송파 측 배차를 맡고 있다.                                               |

## 과거 운행 노선
간선버스
- ● 100번: 도봉공영차고지 ↔ 무교동(현재 한성여객에서 운행하는 100번과는 무관 / 2010년 1월 8일 폐선)
- ● 400번: 송파공영차고지 ↔ 서울역 버스 환승센터(현재 삼성여객에서 운행하는 400번과는 무관, 2005년 8월 6일 폐선)
- ● 471번: 진관공영차고지 ↔ 세곡동사거리(2018년 10월 15일 노선변경 및 분리)

순환버스
- ● 41번: 종합운동장역 ↔ 신사역 (2005년 4월 10일 동아운수, 동성교통, 신길운수, 신성교통 등에서 운행하던 노선을 인수받아 단축, 2006년 4월 21일 운행에서 철수.[2])

맞춤버스
- ● 8360번: 송파공영차고지 ↔ 여의도 (남성교통 / 동성교통과 공동 배차)《맞춤버스 / 2009년 12월 21일 폐선》

## 본사 및 영업소
- 송파공영차고지 본사 (360번, N13번, N37번, N73번)
- 진관공영차고지 영업소 (701번, 708번, 741번, N37번 회차)
- 도봉공영차고지 영업소 (140번)

## 보유 차량
- 현대 뉴 슈퍼 에어로시티
- 현대 저상 뉴 슈퍼 에어로시티
- 현대 일렉시티

## 사진

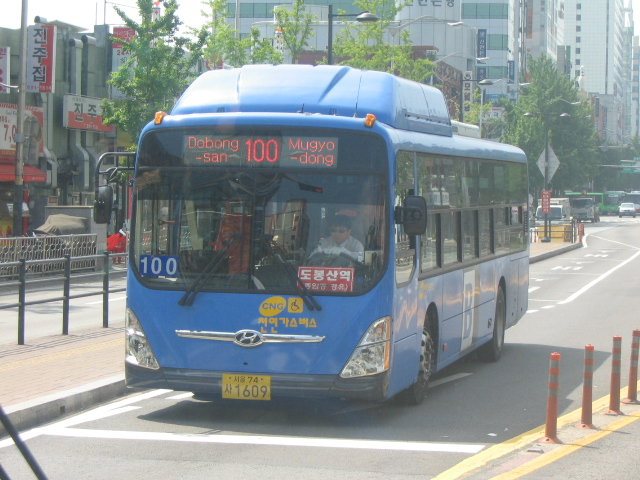
서울 구 100번 시내버스
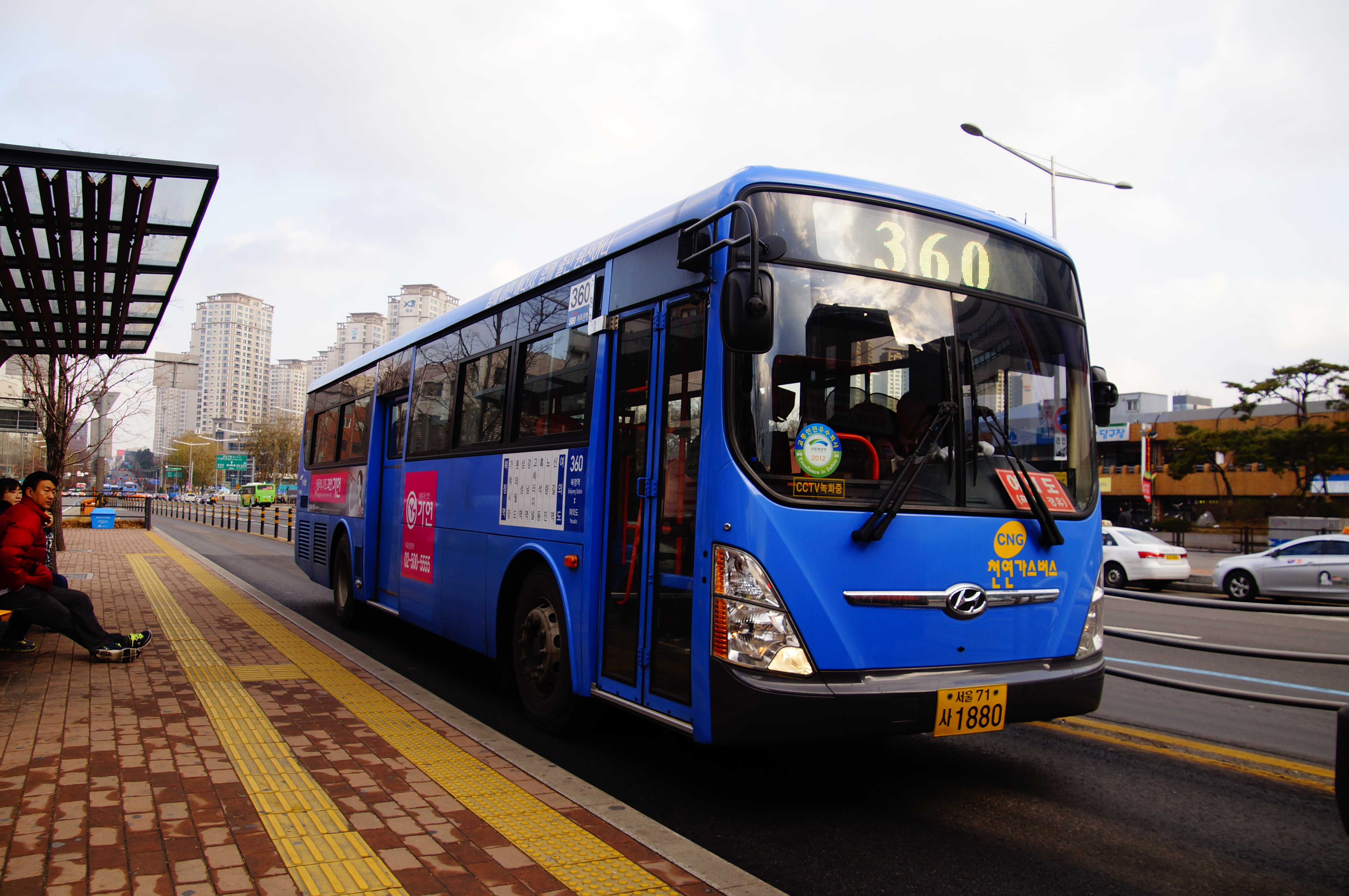
서울 360번 시내버스
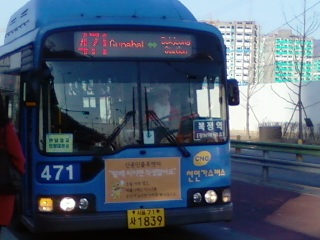
서울 구 471번 시내버스
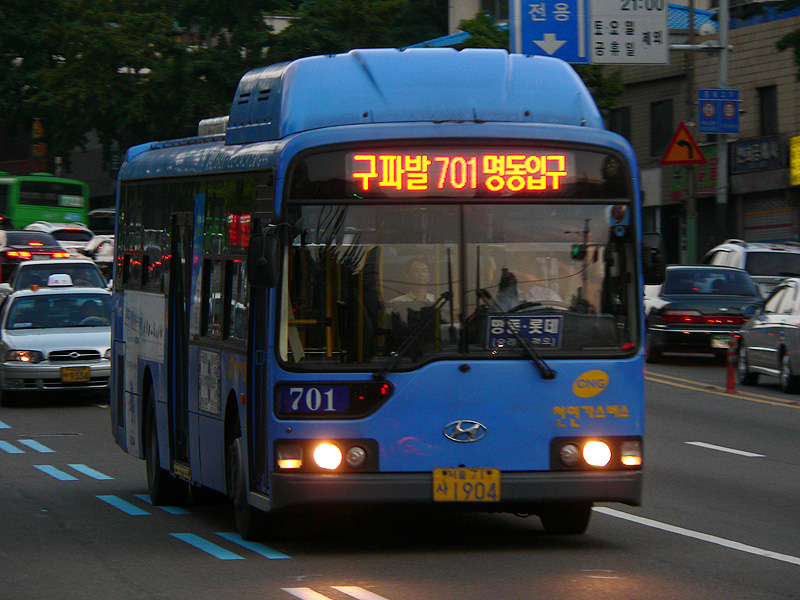
서울 701번 시내버스
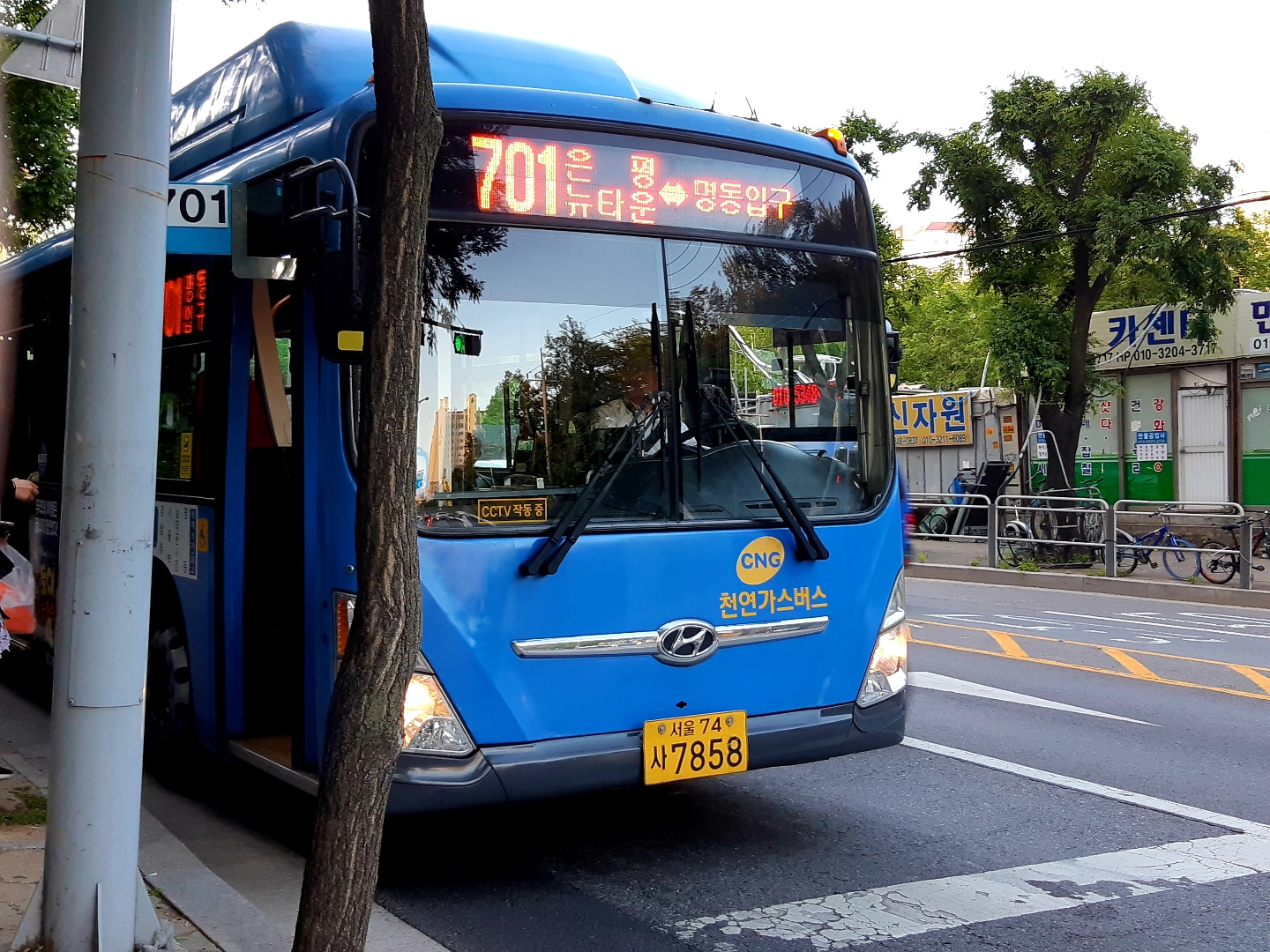
서울시내버스 701번
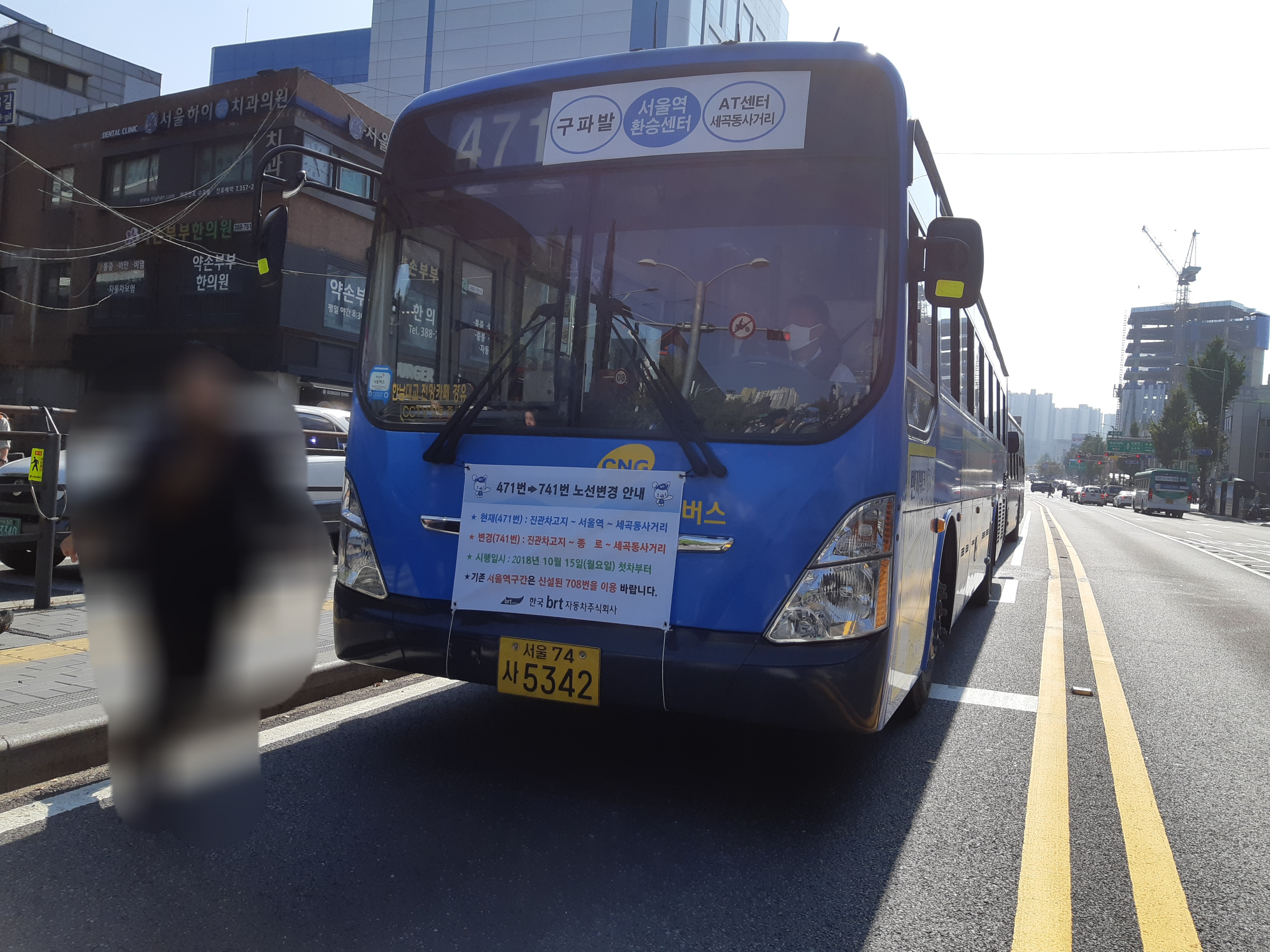
서울시내버스 구 471번
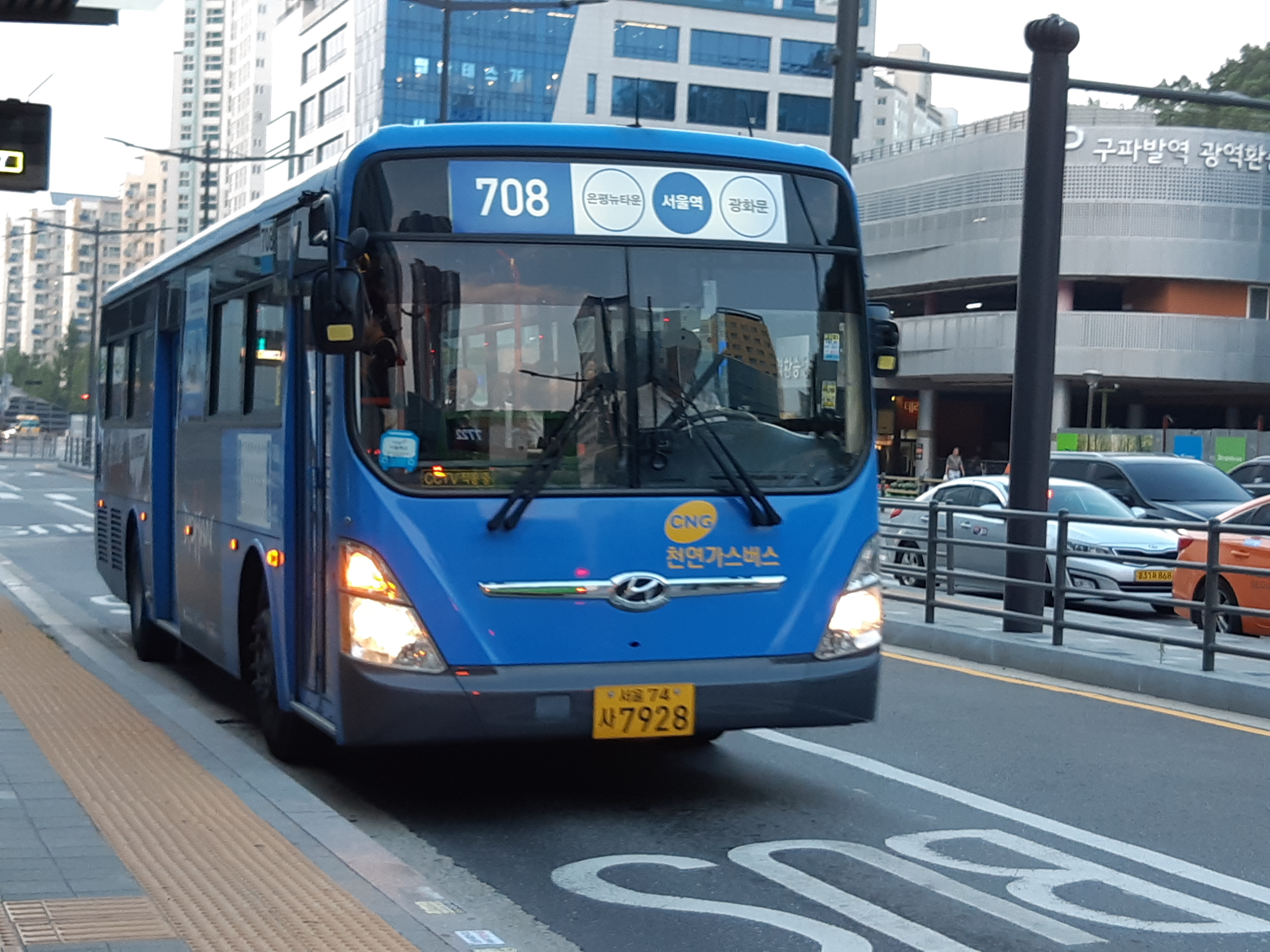
서울시내버스 708번
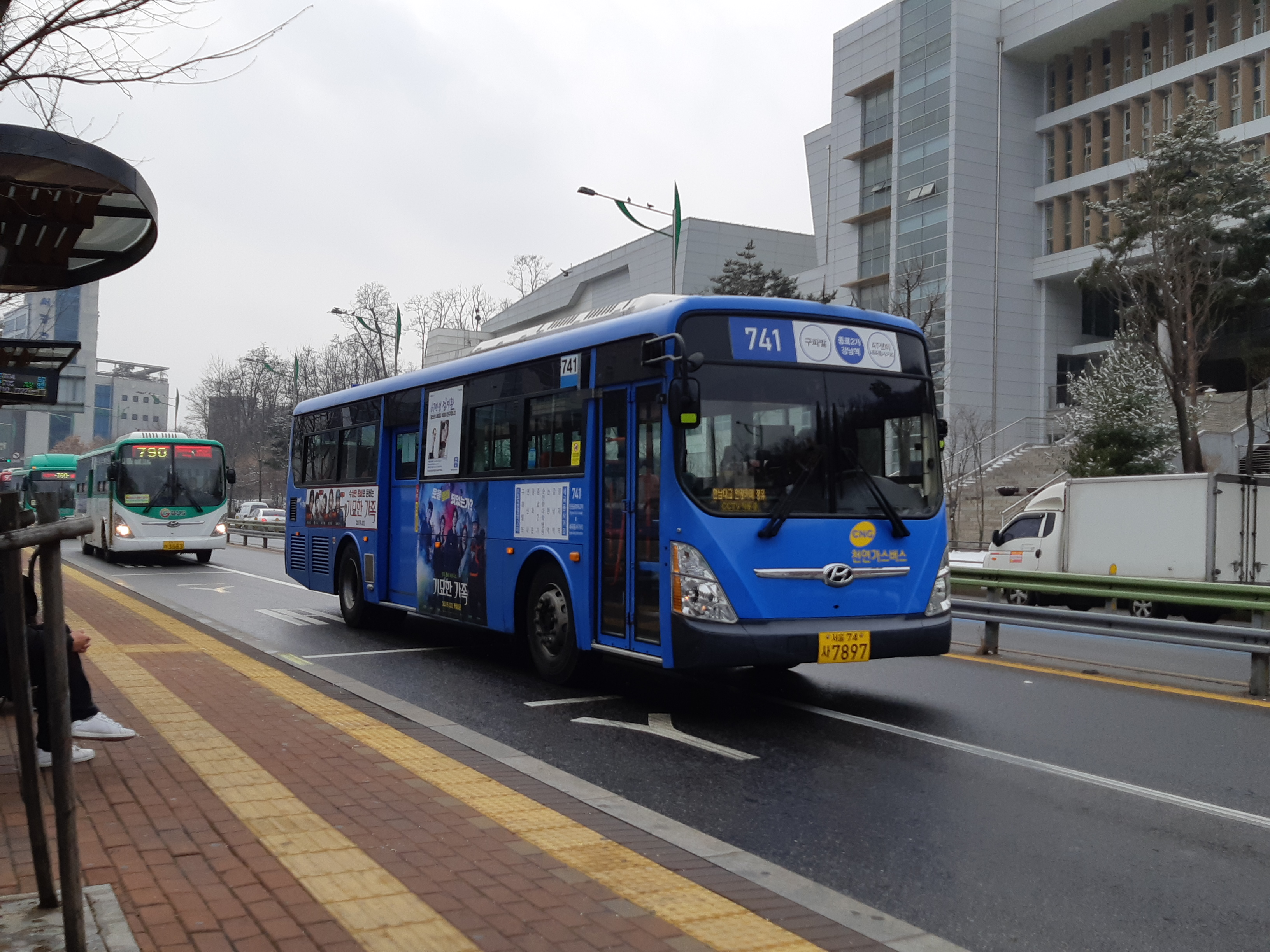
서울시내버스 741번
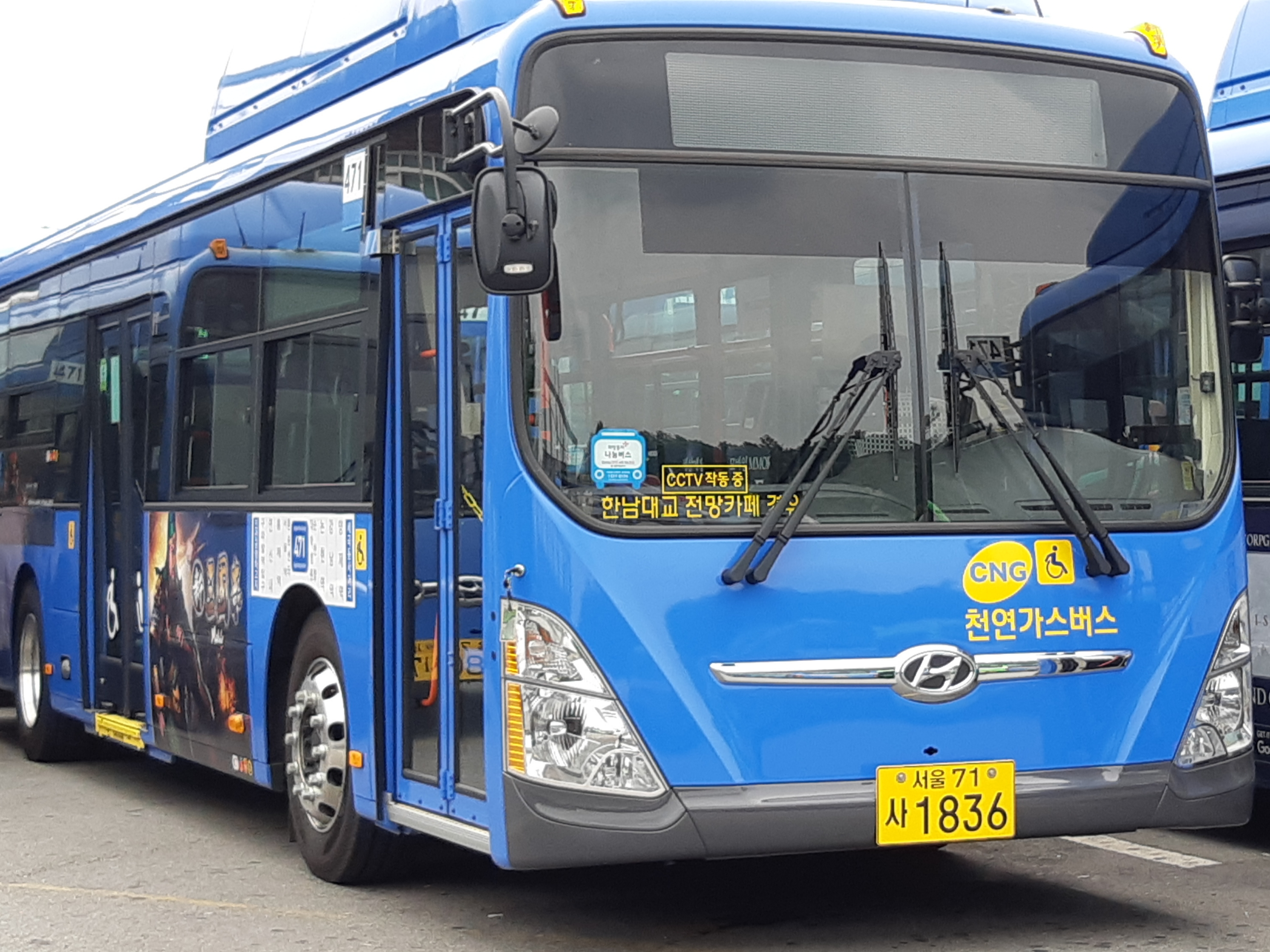
서울시내버스 구 471번
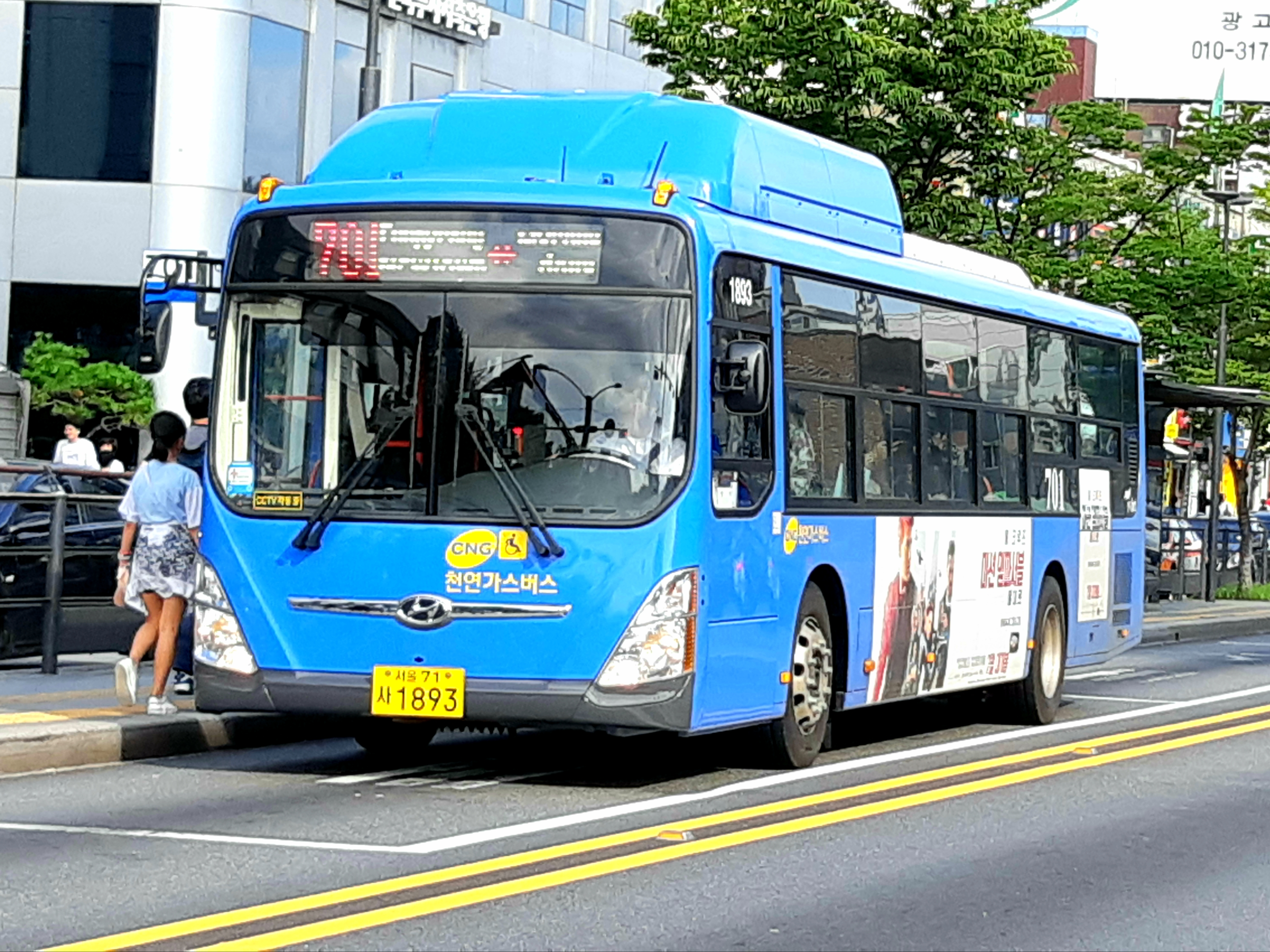
서울시내버스 701번
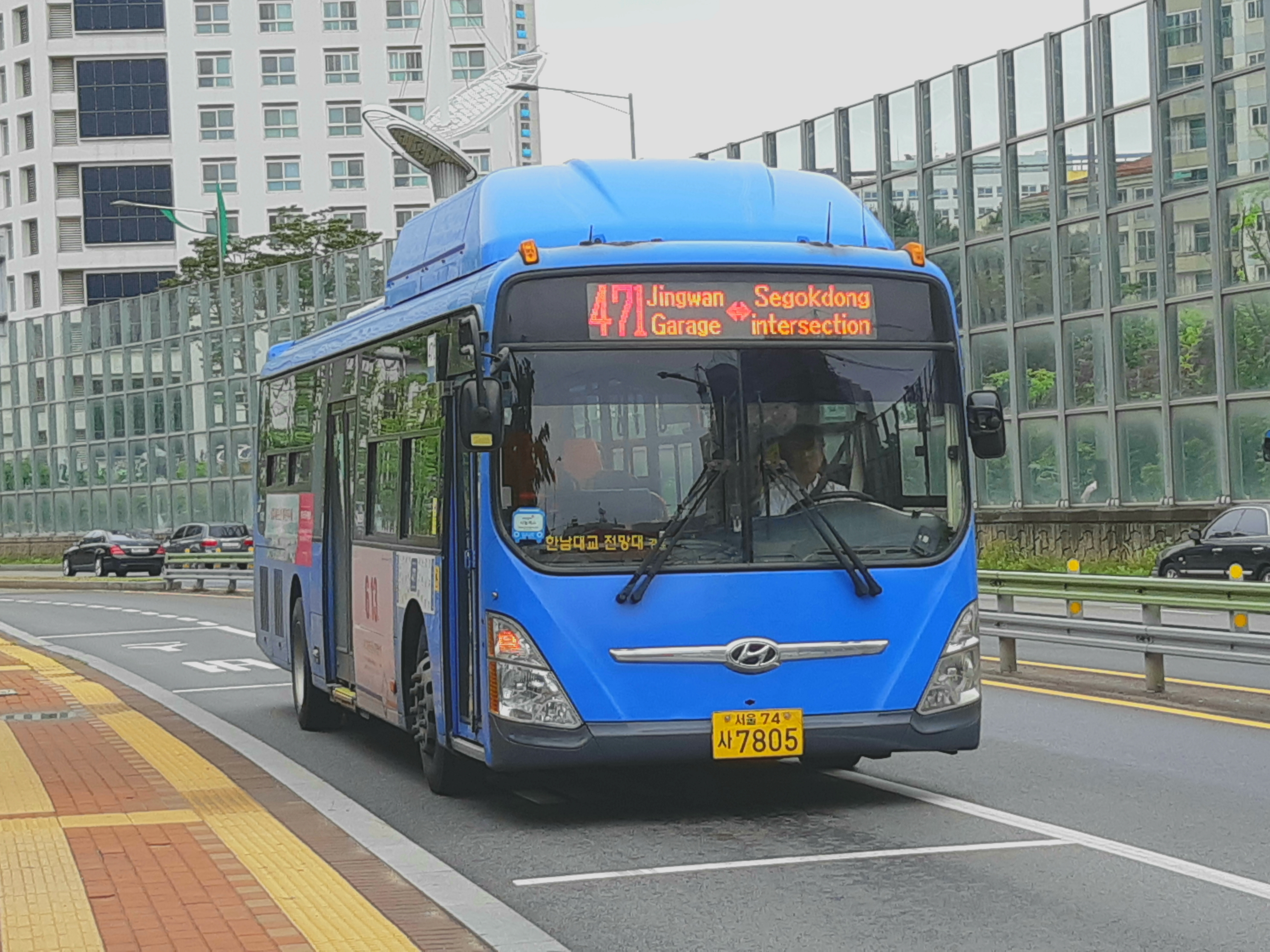
서울시내버스 구 471번

## 같이 보기
- 남성버스
- 동성교통
- 동아운수
- 서울버스
- 서울매일버스
- 신길운수
- 신성교통
- 신인운수
- 제일교통